# Erebia homole
Erebia homole är en fjärilsart som beskrevs av Hans Fruhstorfer 1918. Erebia homole ingår i släktet Erebia och familjen praktfjärilar. Inga underarter finns listade i Catalogue of Life.